# Аддісу Їхуне
Аддісу Їхуне (англ. Addisu Yihune, нар. 17 березня 2003) — ефіопський легкоатлет, який спеціалізується в бігу на довгі дистанції.

## Спортивні досягнення
Чемпіон світу серед юніорів у бігу на 5000 метрів (2022).
Фіналіст (4-е місце) чемпіоната світу серед юніорів у бігу на 5000 метрів (2021).
Переможець етапу Світового кросового туру (2022).